# Hillsborough Stadium
Das Hillsborough Stadium (auch kurz Hillsborough genannt) ist ein Fußballstadion im englischen Sheffield. Es ist  Heimspielstätte des Fußballklubs Sheffield Wednesday. Es beherbergt seit der ersten Rasenverlegung im Jahr 1899 die Spiele des Vereins. Heute fasst die Spielstätte 39.812 Zuschauer auf ihren vier Sitzplatztribünen, von denen die meisten überdacht sind. Das Hillsborough Stadium ist nach dem umgebenden Viertel benannt. Es erlangte weltweit traurige Berühmtheit als Schauplatz der Zuschauer-Katastrophe von 1989.

## Geschichte
Der erste Platz an der Stelle des heutigen Stadions wurde im Jahre 1899 in einer spärlich besiedelten Gegend im Nordwesten Sheffields, damals Owlerton genannt, erbaut. Der Platz wurde bis 1914 Owlerton Stadium genannt und danach umbenannt, um mit einer Reihe von baulichen Verbesserungen im Areal zu korrespondieren. Der aufblühende Stadtteil, der um das Stadion herum entstanden war, trug den Namen Hillsborough, nach dem dann auch das Stadion benannt wurde.
Im Jahr 1966 wurde das Stadion als eine Spielstätte der Fußballweltmeisterschaft ausgewählt und für drei Erstrundenspiele bestimmt, an denen die Mannschaften der Bundesrepublik Deutschland, Argentinien, der Schweiz und Spanien teilnahmen. Das Viertelfinalspiel zwischen der Bundesrepublik Deutschland und Uruguay (Ergebnis: 4:0) wurde ebenfalls dort ausgetragen. 
Im Jahr 1989 war das Stadion der Schauplatz der Hillsborough-Katastrophe, als 97 Fans des FC Liverpool während eines Halbfinalspiels des FA Cup zu Tode gedrückt wurden. Dieses Desaster führte zu einigen Veränderungen an den Tribünen des Stadions. So wurden nach und nach alle Stehplatztribünen mit Sitzplätzen ausgestattet und die Zäune um das Spielfeld durch niedrige Sicherheitsabsperrungen ersetzt, um es den Zuschauern im Notfall zu ermöglichen, auf das Spielfeld auszuweichen.

## Besucherrekord und Zuschauerschnitt
Die höchste Zuschauerzahl wurde am 17. Februar 1934 im Rahmen des Spiels der 5. Runde im FA Cup 1933/34 gegen Manchester City mit 72.841 Besuchern erzielt. Als modernes Sitzplatzstadion wurde am 2. Februar 2000 ein Besucherrekord aufgestellt. Die Partie der Premier League 1999/2000 gegen Manchester United sahen 39.640 Zuschauer.
- 2014/15: 21.993 (Football League Championship)
- 2015/16: 22.641 (Football League Championship)
- 2016/17: 27.129 (EFL Championship)

## Tribünen

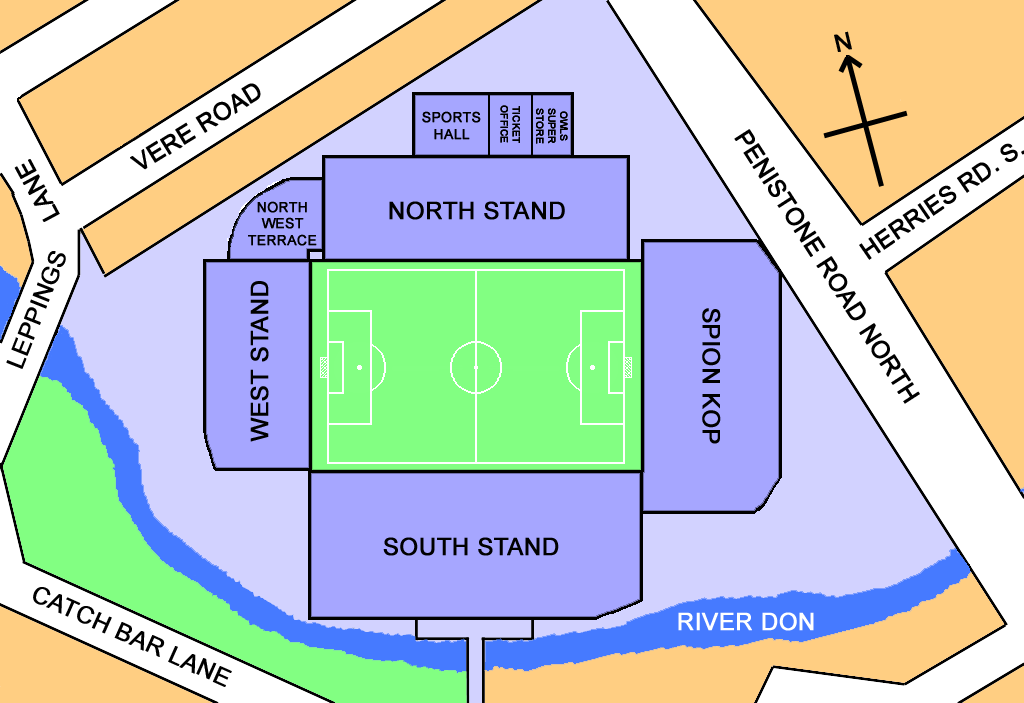
Lageplan des Stadions

### North Stand
- Erbaut: 1961
- Kapazität: 9.255 Sitze

Die Tribüne erstreckt sich über die Nordseite des Rasens und ist eines der frühesten Beispiele der Kragträgerbauweise und eine der ersten Tribünen in England, die sich über die gesamte Spielfeldbreite erstreckt. Die erste Tribüne in Kragträgerbauweise wurde am Feld des Clubs Scunthorpe United, Old Show Ground, erbaut. Das Hillsboroughstadion ist dank dieser Tribüne das einzige Fußballstadion, das im Buch Buildings Of England (Gebäude Englands) von Nikolaus Pevsner Erwähnung findet.

### Presto West Stand
- Erbaut: 1966
- Kapazität: 6.559 Sitze

Befindlich an dem zur Leppings Lane zeigenden Ende des Platzes bietet diese Tribüne Platz für die Anhänger der Gastmannschaften bei Heimspielen von Sheffield Wednesday. Sie wurde ursprünglich für die Fußball-Weltmeisterschaft im Jahre 1966 erbaut und enthielt vor der Hillsborough-Katastrophe im Jahr 1989 eine Stehplatztribüne, die danach in eine reine Sitzplatztribüne umgewandelt wurde.

### South Stand
- Erbaut: 1914
- Kapazität: 11.354 Sitze

Die Bauphase für diese älteste Tribüne des Platzes begann im Jahre 1913 nach Entwürfen des Designers Archibald Leitch, dessen Gehalt für die Pläne 17.000 £ betrug. Die heutige Tribüne wurde mehreren Verbesserungen unterworfen. Das aktuelle Beispiel für diese stellt die Errichtung von Pressekabinen, zwei Konferenzräumen, einer Bar und einem Restaurant sowie einem oberen zusätzlichen Sitzplatzrang für die Fußball-Europameisterschaft 1996 dar.
Die South Stand ist die Tribüne mit dem höchsten Erkennungswert innerhalb des Stadions und enthält immer noch die alte Ansicht mit einer Uhr aus dem Design des Jahres 1913. Sie beherbergt den Hauptempfangsbereich, Presse- und Gastronomiebereiche sowie den Familienbereich und sieben moderne Erfrischungskioske.

### Spion Kop
- Erbaut: 1914
- Kapazität: 11.210 Sitze

Die Spion Kop wurde nach einem Hügel, der Schauplatz einer Schlacht im Burenkrieg war, benannt und auf einem natürlichen Hügel am Ostende des Platzes errichtet. Bei Heimspielen von Sheffield Wednesday befinden sich hier die lautstärksten Anhänger der Mannschaft.
Die Tribüne war die letzte im Stadion, die zu einer reinen Sitzplatztribüne umgebaut wurde, um vor allem den neuen Richtlinien der Premier League zu entsprechen. Der letzte Umbau fand 1993 statt.